# World of Warplanes
『World of Warplanes』（略称 : WoWP）は、Wargaming.netより2013年から正式リリースされているMMOゲームである。

## 概要
プレイヤーはドイツ、ソビエト、アメリカ、日本、イギリス、中国、フランスの航空機を操作して戦闘に参加できる。
航空機の操作は非常に簡略化されており、最小限であれば移動キーとマウスのみで操作可能である。
2018年4月現在、サービスが行われているのはNA (北アメリカ)、EU (ヨーロッパ)、CIS (ロシア)、ASIA (アジア)、中国のサーバーである。
NA、EUでは2013年11月13日から正式にサービスが開始された (CISは11月12日)。ASIAでは日本を中心に2019年4月17日からサービスを開始している。

## 課金形式
基本的にゲーム内で取得できるCreditのみでもプレイ可能であるが、プレミアムショップ等でGoldを購入することも可能である。このGoldを使用することにより、他の機体で経験値を使用することや、より良い銃弾や装備などを使用することが可能になる。また、現実通貨やゴールドからプレミアムアカウントを購入することが可能であり、戦闘で取得できる経験値やCreditを1.5倍にすることが可能である。Goldは姉妹作である『World of Tanks』と共用であり、プレミアムアカウントは『World of Tanks』のほかに、同じく姉妹作である『World of Warships』でも適用される。

## ゲームモード
戦闘は全てヒットポイント制で行われる。

### コンバットフライト

#### コンクエストモード
戦闘の最大時間は12分であり、味方の勝敗ゲージを最大にすると勝利となる。リソースポイントを得る事によりゲージの値が増え、そのリソースポイントは拠点を制圧する事により手に入れる事ができる。条件によってはリスポーンが可能である。

### トレーニングフライト
プレイヤーが好みのマップを選択したり、ボット (AI操作の機体) を戦闘に参加させたりする事が可能である。
ただしこのモードでは収入を得る事は一切無く、弾薬や爆弾、ロケット弾、消耗品などを使用すると修理費を請求される。

## 航空機

### 種別
バージョン2.0.4現在ドイツ、ソビエト、アメリカ、日本、イギリス、中国、フランスの計7カ国の250の航空機が存在し、4635の武装が実装されている。機種は戦闘機、マルチロール機、重戦闘機、対地攻撃機、爆撃機 の5種類が存在する。課金機体のみしかない国家や種別も存在する。

#### 戦闘機 (Fighter)
機動戦に向いた航空機が多く、多様な戦術が取れる。大きく二種類に分かれ、ドッグファイト向きの航空機と一撃離脱向きの航空機が存在する。

#### マルチロール機 (Multirole Fighter)
汎用性が高い航空機が多く、様々な戦術に対応可能である。敵機との機動戦闘や、地上目標に対し有効的な攻撃を行う事が可能である。爆弾やロケット、より口径の大きい機関砲などを追加で搭載することも可能である。

#### 重戦闘機 (Heavy Fighter)
高い速度性能とより高い火力を持つ傾向にある。機動性や運動性では劣る傾向にあるが、急降下による一撃離脱攻撃はより強力である。後部銃座を持つ航空機もある。

#### 対地攻撃機 (Attack Aircraft)
地上目標を破壊するのに適しており、多数の爆弾や機関銃、機関砲などの武装を装備している。運動性では劣るが、高い生存性を有している。

#### 爆撃機 (Bomber)
高高度から地上目標を破壊するのに適しており、多くの爆弾や後部銃座を有している。

### 性能値
機動性や速力、火力などを表したものであり、航空機によって数値が異なる。

### 技術ツリー
戦闘で獲得した経験値を使用することで、機関銃や機関砲、機体、エンジンなどのモジュール及び新たな航空機を開発することが可能である。経験値は各航空機で獲得した分しか使うことができないが、戦闘で獲得した経験値の5%を全ての機体で利用可能なフリー経験値として入手することができる。ツリーに存在する全てのモジュールや航空機の開発が完了すると、その軍用機はエリート化されGoldを使用することでその軍用機で獲得した経験値をフリー経験値に変換することができる。

### 塗装
使用すると航空機自体の隠蔽が向上する。Creditでは7日間または30日間の物が購入可能であり、Goldを使用すれば永久的に保持することが可能である。種類により有効的なマップが異なる。

### 搭乗員
このゲームで戦闘に出撃するためには搭乗員が必要である。搭乗員は国籍と担当可能な役割が固定されている。
熟練度が100%になると機体の性能を100%発揮できるようになり、スキルポイントを獲得することができる。同じ国籍の機体に対しては載せ替えが可能であるが、プレミアム機体以外はペナルティが発生する。また、異なる種別の機体に載せ替えを行った場合はペナルティが大きくなる。
搭乗員の役割は以下の通り。
- 機長
- 機銃手

搭乗員がダメージを負うと、それぞれが担当している箇所の能力が低下する。

### 拡張パーツ
プレイヤーの好みに合わせて、個々の航空機の性能を上げる事が可能である。取り外して他の航空機に装備が可能であるが、一部を除いて取り外しにGoldが必要である。無料で破棄することも可能である。

### 消耗品
火災を鎮火するものや搭乗員を治療したりするものなど、戦闘中に損傷を受けた時などに使用可能。一部、機種によって搭載できないものや、追加エフェクトが付くものなども存在する。同系統のアイテムは搭載が不可能である。Goldを使用することにより、より良いアイテムを搭載することも可能である。

### プレミアム航空機
Goldを使用して技術ツリーより購入することや、ギフトショップでの購入が可能である。修理費が同Tierの航空機より安く設定されている。また、搭乗員の載せ替えを行ってもペナルティは発生しない。

### 撃墜関連
被弾すると徐々にピットポイントが奪われていき、0になると撃墜され操作不可能となる。

## 歴史
- 2011年
  - 6月7日 - 開発が行われていることがE3にて発表される[5]。
  - 8月 - 初期のアルファテストが開始。Gamescomで予告動画を公開。
  - 10月 - Igromir Expoにて報道関係者にアルファ版のデモが行われた。

- 2012年
  - 2月23日 - アルファテストプレイヤーの募集を開始[6]。
  - 5月30日 - クローズドベータテストが開始[7]。このテストは開始後3ヶ月間に200万件以上の応募を受け[8]、European Games Awardsでヨーロッパの「最も応募されたオンラインゲーム」に選ばれた。

- 2013年
  - 4月4日 - ベータテストプレイヤーの非公開契約が解除[9]。
  - 7月2日 - オープンベータテストが開始[10][11]。
  - 11月13日 - NA、EUにて正式サービス開始。

- 2017年
  - 10月 - バージョン2.0による大規模アップデートがリリース。[12]

- 2019年
  - 2月19日 - 日本 (ASIA) での正式サービスの決定が発表される。[13]
  - 4月17日 - 日本でのサービスが開始される。